# The Reworks
The Reworks – remix album australijsko-brytyjskiego zespołu Pendulum. Został wydany 29 czerwca 2018 za pośrednictwem wydawnictwa Earstorm. Płyta zawiera 13 remiksów utworów z dyskografii Pendulum w wykonaniu artystów takich jak Noisia, Knife Party, Skrillex, Grabbitz, Devin Townsend, Icarus, Pegboard Nerds, Matrix & Futurebound, AN21, DJ Seinfeld, Moby i Attlas. Był to pierwszy album wydany przez Pendulum od siedmiu lat.

## Lista utworów
| Nr  | Tytuł utworu                                                       | Długość |
| --- | ------------------------------------------------------------------ | ------- |
| 1.  | „Hold Your Colour” (Noisia Remix)                                  | 5:24    |
| 2.  | „Blood Sugar” (Knife Party Remix)                                  | 4:06    |
| 3.  | „9,000 Miles” (Eelke Kleijn Remix)                                 | 8:22    |
| 4.  | „The Island, Pt. 1 (Dawn)” (Skrillex Remix)                        | 3:29    |
| 5.  | „Propane Nightmares” (Grabbitz Remix)                              | 3:52    |
| 6.  | „Crush” (Devin Townsend Remix)                                     | 4:37    |
| 7.  | „Tarantula” (gościnnie DJ Fresh, Spyda i Tenor Fly) (Icarus Remix) | 6:36    |
| 8.  | „Witchcraft” (Pegboard Nerds Remix)                                | 3:19    |
| 9.  | „Watercolour” (Matrix & Futurebound Remix)                         | 5:29    |
| 10. | „The Island, Pt. 1 (Dawn)” (AN21 Remix)                            | 3:53    |
| 11. | „Still Grey” (DJ Seinfeld Remix)                                   | 5:11    |
| 12. | „Vault” (Moby Remix)                                               | 6:41    |
| 13. | „Streamline” (Attlas Remix)                                        | 3:47    |
|     |                                                                    | 1:04:46 |

## Notowania na listach przebojów
| Lista                             | Najwyższa pozycja |
| --------------------------------- | ----------------- |
| Australia (Top 50 Albums)         | 29                |
| Wielka Brytania (UK Albums Chart) | 61                |